# Willem Schouten
Willem Cornelisz Schouten (Hoorn, Hollandia, 1567.(?) – Madagaszkár, 1625.) holland tengerész.

## Élete
Valószínűleg 1567-ben született, Hoorn városában, Hollandiában, Willem Cornelisz Schouten néven.
1615-19 között Le Maire-rel Hoorn város megbízatásából indult expedícióra a Fűszer-szigetekre. Ekkor már tapasztalt hajós volt, aki már háromszor járt Indiában. 1616 elején megkerülték Dél-Amerikát, felfedezték a Le Maire-szorost és a Horn-fokot. Tisztázták, hogy a Tűzföld és az ismeretlen Déli-föld nem függ össze, tenger választja el őket egymástól. Elérték a Fűszer-szigeteket, közben több kisebb szigetet, atollt felfedeztek. A Maluku-szigeteken (Fűszer-szigetek) társát elfogták, Schouten ekkor hazautazott, és 1619-ben kiadta naplóját.
Egy másik útján, 1625-ben halt meg Madagaszkár partjaira érve.